# Elodie Ouedraogo
Élodie Ouédraogo (Bèlgica, 27 de febrer de 1981) és una atleta belga, especialista en la prova de 4x100 m, amb la qual ha aconseguit ser campiona olímpica en 2008.

## Carrera esportiva
Al Mundial d'Osaka 2007 guanya la medalla de bronze en els relleus 4x100 metres, amb un temps de 42.75 que va ser rècord nacional de Bèlgica, després de les nord-americanes i jamaicanes, i sent les seves companyes d'equip: Olivia Borlée, Hanna Marien i Kim Gevaert.
I a l'any següent, a les Olimpíades de Pequín 2008 va guanyar l'or en la mateixa prova.